# Nardo di Cione

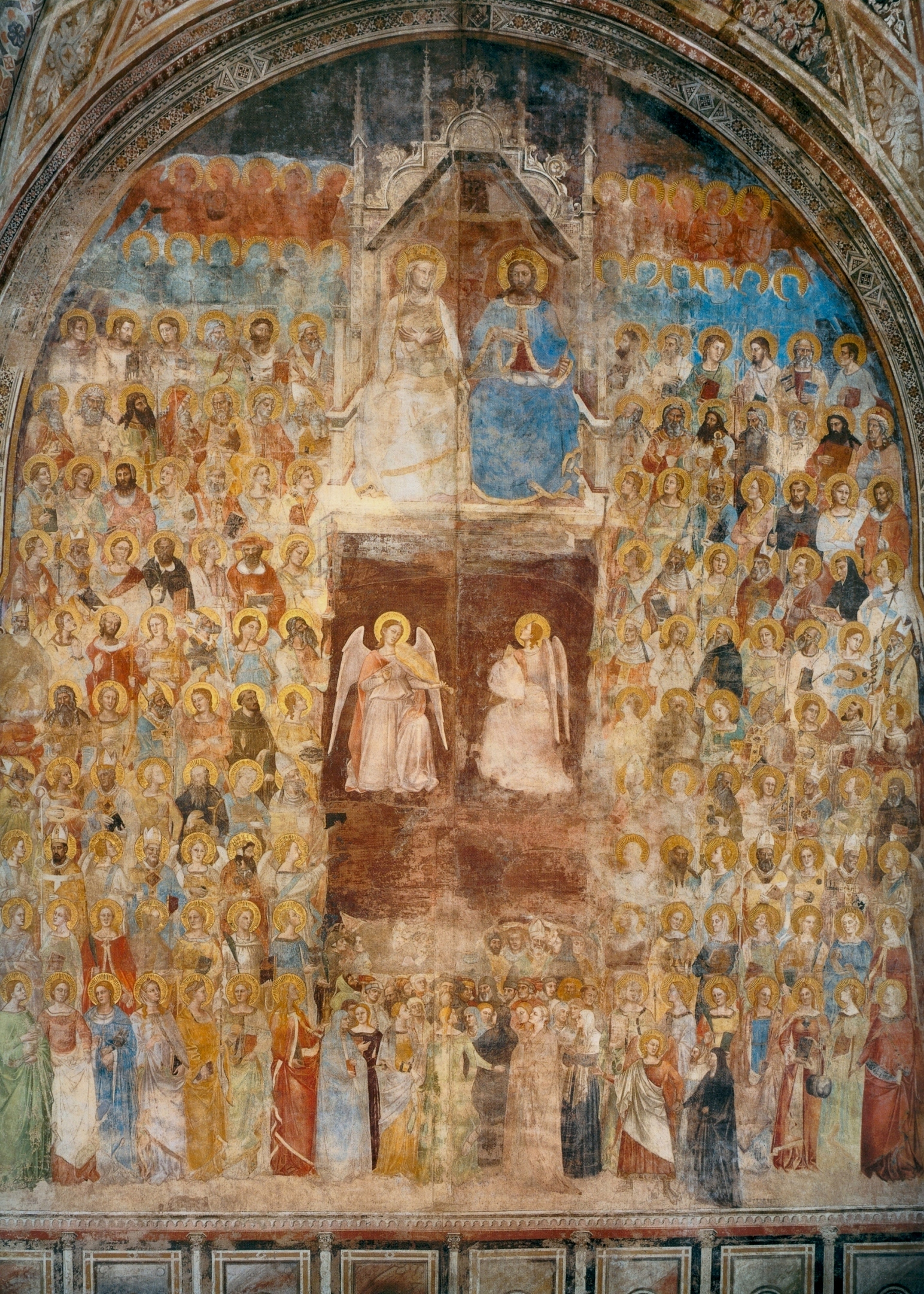
Paradiso, Cappella Strozzi, Santa Maria Novella

Nardo (Leonardo) di Cione (Firenze, ... – 1366) è stato un pittore e architetto italiano, fratello dell'Orcagna (ovvero Andrea di Cione) e di Jacopo e Matteo di Cione, pure artisti.

## Biografia

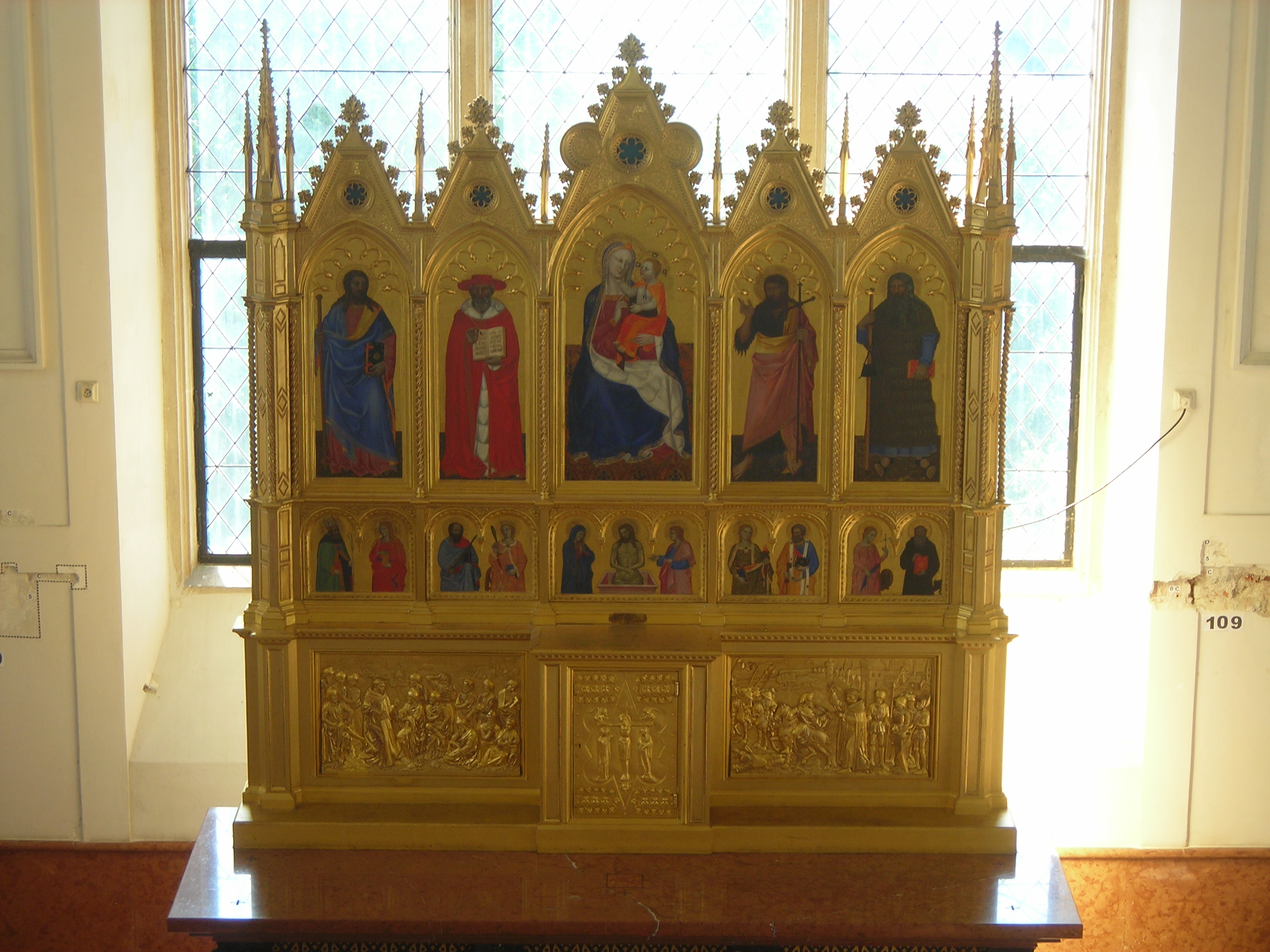
Pala d'altare di Bojnice, castello di Bojnice, Bojnice, Slovacchia.

Il suo nome completo era Leonardo, e non come già ipotizzato Bernardo, come risulta dal suo testamento, datato 1365. Suo padre era forse un orafo, che avviò lui e i fratelli alle attività artistiche.  Nardo è considerato quello più "espressionista", maggiormente legato cioè alla resa degli stati d'animo e delle emozioni dei personaggi.
Le sue opere più importanti sono gli affreschi, dipinti insieme a Giovanni Del Biondo, del Giudizio Universale, Inferno e Paradiso nella Cappella Strozzi in Santa Maria Novella, del 1351-1357. Lo stile è fortemente influenzato da Giotto, anche se non ne conserva la spazialità e il realismo, e si esprime con un linguaggio autonomo quasi più arcaico, nonostante che l'opera di Nardo sia posteriore a quella di Giotto. Resti di affreschi a lui attribuiti si trovano anche nella Badia Fiorentina.
Tra le opere su tavola Cristo crocifisso con i dolenti e santi (1350 circa) agli Uffizi o il Trittico del Thronum Gratiae (1365) alla Galleria dell'Accademia.